# Volker Wittke
Volker Wittke (* 1. Juni 1957; † 30. August 2012) war ein deutscher Soziologe.
Nach Studium, Promotion (1996) und Habilitation (2004) an der Universität Göttingen wurde Wittke ebendort Professor für Soziologie (2005) und Geschäftsführender Direktor des Soziologischen Forschungsinstituts Göttingen (2006). Sein Forschungsschwerpunkt war die Industriesoziologie.